# Indemnización por años de servicio (Chile)
La indemnización por años de servicio (en estricto rigor indemnización por despido proporcional a los años de servicio), en el derecho laboral de Chile,  es la indemnización por despido que el empleador debe dar al trabajador, en proporción a la cantidad de años que el segundo ha trabajado para el primero.

## Cálculo del monto
Para calcular el monto de esta indemnización, deben seguirse las siguientes reglas:
```
lo pagado en razón de 30 días de la última remuneración mensual devengada con un tope de 90UF. Esto cuenta como "un mes de remuneración", para efecto de este cálculo.
```

- Se paga un mes de remuneración por cada año de servicio, o fracción superior a los seis meses. Por ejemplo, si el trabajador suma tres años y ocho meses de servicios, se le pagan en total lo equivalente a cuatro años, esto es, cuatro meses de indemnización.
- El máximo de indemnización que la ley obliga a pagar, es de 11 meses (es decir, por 11 años de servicios). Sin embargo, los trabajadores que tenían contrato anterior a la entrada en vigencia del actual Código del Trabajo (es decir, 14/08/1981), no están afectos a esta limitación.
- Se paga una indemnización mayor, en caso de que ésta haya sido convenida en un contrato individual o colectivo. Pero la ley prohíbe acordar en un contrato (individual o colectivo) que se pagará una indemnización menor al cálculo anterior.
- Se paga una indemnización mayor, por mandato de la ley, en un porcentaje que ésta determina, si se ha despedido al trabajador por una causal distinta, y el juez en definitiva declara que la causal verdadera es necesidades de la empresa. Esto es una sanción para el empleador que despide a un trabajador por necesidades de la empresa, y trata de esquivar el pago de la indemnización por años de servicio invocando una causal distinta.
- Según dictamen 6305/418 de 21.12.1998 pronunciado por la Dirección del Trabajo de Chile, se debe considerar para el cálculo de la base de esta determinación lo siguiente, a modo de enumeración

+ Sueldo Base del último mes (Si es variable se debe sacar el promedio

## Relación con otras indemnizaciones
- Es compatible con la indemnización sustitutiva del aviso previo.
- Puede ser reemplazada por una indemnización por término de la relación laboral a todo evento, a partir del inicio del séptimo año de la relación laboral (art. 164 del Código del Trabajo).